# Silene discolor
Silene discolor är en nejlikväxtart som beskrevs av James Edward Smith. 
Silene discolor ingår i släktet glimmar och familjen nejlikväxter. Inga underarter finns listade i Catalogue of Life.